# ريتشارد بي. فريمان (سياسي)
ريتشارد بي. فريمان هو محامي وسياسي أمريكي، ولد في 24 أبريل 1869 في نيو لندن في الولايات المتحدة، وتوفي في 8 يوليو 1944 في نيوينغون في الولايات المتحدة. نشط حزبياً في الحزب الجمهوري. وقد انتخب عضو مجلس النواب الأمريكي ‏.